# 다키하마촌
다키하마촌(多喜浜村)은 에히메현 니이군에 설치된 촌이다. 